# 马拉加大学

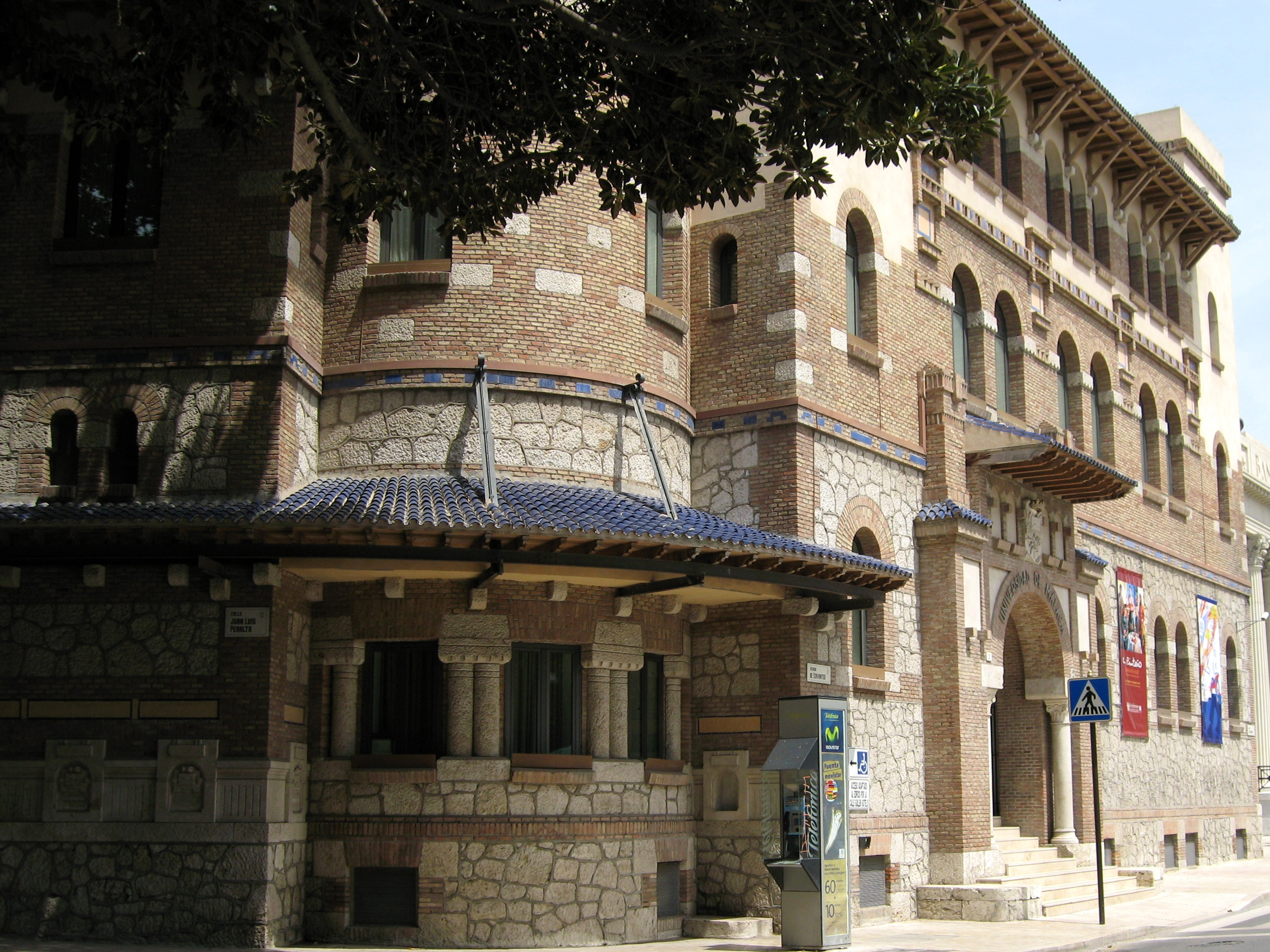
Casa de Correos y Telégrafo

马拉加大学（西班牙語：Universidad de Málaga，缩写UMA）是位于西班牙马拉加的一所公立大学。它起源于1968年的馬拉加大學之友協會（Asociación de Amigos de la Universidad de Málaga），大學本身正式創立于1972年，現在馬拉加城中的El Ejido和Teatinos有兩個校區，其他教學點散佈于周邊城市。

## 外部連接
- 首頁 （页面存档备份，存于） （西班牙文）